# エクスムーアの皇帝
エクスムーアの皇帝（エクスムーアのこうてい、英: Emperor of Exmoor）は、イギリス・イングランドのエクスムーア国立公園に生息していた野生のオスのアカシカ (Cervus elaphus) である。2010年10月に射殺されたと報じられた。体重は300ポンド（136キログラム）以上、体高は約9フィート（2.7メートル）と推定されている。エクスムーア国立公園に生息するアカシカは、その食性からスコットランドのアカシカよりも大型であり、イギリス国内に生息する最大の野生動物である。この鹿は、一帯で何度も目撃されていたことから、写真家のリチャード・オースティン (Richard Austin) によってこのあだ名が付けられた。
遺体が発見された時期はアカシカの発情期で、デヴォン州のティバートンとバーンスタプルの間のA361号国道の近くで発見されたと報告されている。
2発の銃声を聞いたという男性の証言があり、免許を持った猟師に射殺されたと報じられている。一方で、この個体が生きているのを数日以内に見たという報告もあり、男性の証言はでっち上げではないかという指摘もある。報告された事実を実際に検証できることはほとんどない。『ガーディアン』紙はこの話を「神話」(a myth) と呼んでいる。
この個体は、報告された時点では12歳前後と考えられているが、健康であった。高齢の動物は、特に切歯がすり減って冬を乗り切るのが難しくなるため、淘汰されることもある。しかし、かつて鹿の管理に従事していた元職員は、「エクスムーアの皇帝は最高の状態を過ぎ始めていたが、間違いなくまだ淘汰される段階ではなかった」と述べている。
同じ観察者は、発情期の鹿を撃つ行為について、「我々は基準を維持し、この重要な時期には全ての鹿撃ちを止めるべきだ」と述べている。しかし、この行為は合法であり、国立公園当局は、種の管理と地域経済の両方の面で狩猟の重要性を主張している。
イギリスでは、1991年の鹿法に基づき、鹿撃ちは合法であるが、狩猟者は土地所有者の許可を得なければならない。狩猟により得た鹿の頭部（ハンティング・トロフィー）は、1千ポンド以上で取引されることもある。エクスムーアの皇帝が狩猟により死亡した可能性があることから、何人かの国会議員が、イギリス国内での野生動物の狩猟を禁止するアーリーデイ・モーションに署名した。
2011年12月、デヴォン州ボラムのハートノールホテルに、エクスムーアの皇帝によく似た鹿の頭部が飾られた。ホテルは脅迫を受け、頭部は撤去された。